# Tadeusz Jaworski (Regisseur)
Tadeusz Jaworski (* 20. Februar 1926 in Tschortkiw; † 11. Juli 2017 in Toronto) war ein polnischer Filmregisseur, Drehbuchautor und Produzent, überwiegend von Dokumentarfilmen. Ab 1969 lebte er in Kanada.

## Leben
Jaworski wuchs zunächst in seiner Geburtsstadt Tschortkiw auf. Nach dem Zweiten Weltkrieg zog er nach Łódź. Dort studierte er zwei Semester an der Universität Łódź und wechselte  dann an die örtliche Filmschule, Fachbereich Filmregie. 1951 gehörte er zu den ersten Absolventen der  Schule.
Im Anschluss trat Jaworski eine Stelle bei dem Dokumentar-Filmstudio Wytwórnia Filmów Dokumentalnych (WFD) in Warschau an, die er jedoch bald darauf wieder verlor. Stattdessen arbeitete  er für das Filmstudio Wytwórnia Filmów Oświatowych in Łódź, das vor allem Bildungsfilme  produzierte. Jaworksi führte dort Regie bei dokumentarischen Filmen wie Jan Sebastian Bach - toccata i fuga D-moll (1956) über Orgeln im Dom zu Oliva, Warszawskie Łazienki (1959), in dem er Eindrücke von Łazienki-Park wiedergab und Grunwald (1959) über die Schlacht bei Tannenberg (1410).
Später arbeitete Jaworski wieder mit WFD als Produktionsfirma zusammen. So drehte er 1962 die Kurz-Doku Źródło (dt. auch Die Quelle), die von einem Streit um eine Wasserquelle im Dorf Rzepin in der Woiwodschaft Heiligkreuz handelt. Dafür gewann er unter anderem Preise auf dem Krakowski Festiwal Filmowy und der DOK Leipzig (Bronzene Taube). In Deutschland wurde auch seine Kurz-Doku Ich war Kapo (1963) ausgestrahlt. Darin wird ein ehemaliger Kapo des KZ Auschwitz porträtiert, der sich aufgrund seiner Beteiligung an Morden im KZ in Haft befindet.
In den 1950er und 1960er Jahren schuf Jaworski einige Filme für die Weltgesundheitsorganisation über gesundheitliche Probleme in Entwicklungsländern. Insbesondere beschäftigte er sich mit der Situation in Afrika, auch über die Gesundheitsthematik hinaus. Für WFD drehte er ebenfalls Filme über Afrika und Asien, darunter 24 Kurzfilme und drei Langdokumentarfilme. In Biały człowiek z Yakou (1960) zeigte er beispielsweise die Arbeit eines polnischen Arztes im afrikanischen Dschungel. Weitere Drehorte waren Australien, Neuseeland und die Pazifischen Inseln.
Neben seinen Dokumentationen war Jaworski auch als Theaterregisseur tätig und nahm Theaterstücke für das Fernsehen auf (z. B. Chłopcy von Stanisław Grochowiak und Krzyk w próżni świata von Jerzy Zawieyski).
1967 heiratete der zu diesem Zeitpunkt geschiedene Jaworski die Textilkünstlerin Tamara Jaworska (1918–2015). Im Jahr darauf emigrierten sie aufgrund einer staatlich organisierten Kampagne gegen Juden von Polen über Rom nach Kanada. Kurzzeitig lebten sie 1969 in Montreal, bis sie sich endgültig in Toronto niederließen.
In Kanada arbeitete Jaworski als Regisseur und Produzent für die CBC bzw. TV Ontario. Dabei entstanden unter anderem eine zwölfteilige Serie über kanadische Künstler und die kontroverse sechsteilige TV-Mini-Serie The Jesus Trial. 1983 gründete Jaworski ein eigenes Unternehmen, Co-Producers Fund of Canada Limited, Film and Television Productions, mit dem er unter anderem weitere Mini-Serien wie Modern Country und The Challenge of Karl Marx produzierte. Jaworski lehrte Film am Humber College und war Mitglied der Royal Academy of Arts.
Jaworskis erfolgreichster Film war Selling Out (1972). Der Dokumentar-Kurzfilm handelt von einer Auktion auf Prince Edward Island, bei der ein Haus versteigert wird, das sehr lange in Familienbesitz war und zeigt, was sein bisheriger Besitzer – ein alter Mann – dabei empfindet. Dafür gewann Jaworski den kanadischen Filmpreis (Etrog) als beste Dokumentation. Bei der Oscarverleihung 1973 war er zudem für einen Oscar in der Kategorie Bester Dokumentar-Kurzfilm nominiert, wobei sich aber letztlich Deze kleine wereld von Charles Huguenot van der Linden durchsetzte.
Jaworski wurde 2008 die Gloria-Artis-Medaille für kulturelle Verdienste in Silber verliehen. 2012 drehte der Regisseur Grzegorz Królikiewicz eine Dokumentation über Jaworski (Wieczny tułacz). Diese wurde im Rahmen einer Retrospektive über Jaworskis Werk im Filmmuseum in Łódź gezeigt. 2012 wurde Jaworski mit dem Bene Merito des polnischen Außenministeriums ausgezeichnet.
Jaworski starb 2017 mit 91 Jahren nach langer Krankheit im Sunnybrook Hospital in Toronto. Er hinterließ eine Schwester und einen Sohn.

## Filmografie (Auswahl)
- 1956: Jan Sebastian Bach – toccata i fuga D-moll
- 1958: Nasz malarz Orłowski
- 1959: Zamek w Łańcucie
- 1959: Warszawskie Łazienki
- 1959: Grunwald – rok 1410. Zakon Krzyżacki napada na Polskę
- 1960: Biały człowiek z Yakou
- 1962: Die Quelle (Źródło, Dokumentar-Kurzfilm)
- 1963: Ich war Kapo (Byłem kapo, Dokumentar-Kurzfilm)
- 1966: Teatr telewizji (Fernsehserie, 1 Folge)
- 1966: Chłopcy
- 1967: Krzyk w próżni świata
- 1972: Selling Out (Dokumentar-Kurzfilm)
- 1975: Tamara’s Tapestry World
- 1978: The Jesus Trial (Fernseh-Mini-Serie)
- 1989: The Island